# Veselé paničky windsorské (opera)
Veselé paničky windsorské (též hráno jako Veselé ženy windsorské, v němčině Die lustigen Weiber von Windsor), je komická opera s mluvenými dialogy (singspiel) německého skladatele Otto Nicolaie na libreto Salomona Hermanna Mosenthala podle stejnojmenné komedie Williama Shakespeara.  Skladatel ji napsal v roce 1847, tedy v době, kdy už tento lidovy žánr měl svá nejlepší léta za sebou a opera tak v tehdejší konkurenci s operami Verdiho či Wagnera působila poněkud anachronicky.

## Inscenační historie v českých zemích
Ačkoliv se tato opery netěší takové popularitě jako jiné dílo podle tohoto Shakespearova námětu (Verdiho Falstaff), byla v Čechách několikrát uvedena. Několikrát ji třeba uvedla plzeňská opera (1970, 1989 a 2010). Uvedena byla též v operou v Ústí n. Labem (1958) a naposledy v roce 2017 libereckým Divadlem F. X. Šaldy